# Pamiętnik z okresu dojrzewania
Pamiętnik z okresu dojrzewania – zbiór opowiadań Witolda Gombrowicza będący jego debiutem. Opublikowany w 1933 roku w Towarzystwie Wydawniczym „Rój”.

## Spis opowiadań
- Tancerz mecenasa Kraykowskiego
- Krótki pamiętnik Jakuba Czarnieckiego
- Zbrodnia z premedytacją
- Biesiada u hrabiny Kotłubaj
- Dziewictwo
- 5 minut przed zaśnięciem
- Zdarzenia na brygu «Banbury» (czyli aura umysłu F. Zentmana)

Wydanie powojenne (1957) zatytułowano Bakakaj i dodano do niego dwa opowiadania drukowane na łamach „Skamandra”:
- Na kuchennych schodach, 1937
- Szczur, 1939

A także opowiadanie
- Bankiet

opublikowane w kwietniu 1953 w londyńskim piśmie polskiej emigracji „Wiadomości”.
Do tego wydania włączono dwa opowiadania z Ferdydurke:
- Filidor dzieckiem podszyty
- Filibert dzieckiem podszyty.

W tym wydaniu (i we wszystkich następnych) autor zmienił tytuł opowiadania Krótki pamiętnik Jakuba Czarnieckiego na Pamiętnik Stefana Czarnieckiego, zmieniając jednocześnie imię bohatera opowiadania. Zmieniono też tytuły dwóch innych opowiadań.